# Bohusläns flagga

Bohusläns landskapsvapen.

Bohusläns flagga syftar på två svenska landskapsflaggor med helt olika utformning för Bohuslän.
Enligt Riksarkivet ska en officiell landskapsflagga bestå av landskapsvapnet på en flaggduk. Bohusläns officiella landskapsflagga består således av en vit duk med ett blått svärd, ett rött krenelerat torn och ett blått lejon.
Sedan 1996 finns också en på privat initiativ tillkommen flagga för Bohuslän. Det är en korsflagga med rött kors på en botten där de övre fälten är ljusblå och de nedre är mörkblå. Färgerna skall symbolisera himlen med de ljusblåa fälten, havet med de mörkblå fälten och graniten med det röda korset. Färgerna skall också symbolisera Bohusläns norska och svenska historia, eftersom Bohuslän tillhörde Norge fram till 1658. Blått finns i både den norska och den svenska flaggan medan det röda enbart finns i den norska.  Man har här bortsett från att Norges flagga tillkom först 1821, länge efter att Bohuslän blev svenskt.
Den inofficiella flaggan har legat till grund för färgvalet i logotypen för Hamburgsund.